# Deneuille-les-Mines
Deneuille-les-Mines ist eine französische Gemeinde mit 352 Einwohnern (Stand: 1. Januar 2022) im Département Allier in der Region Auvergne-Rhône-Alpes; sie gehört zum Arrondissement Montluçon und zum Kanton Commentry. Die Einwohner werden Deneuillois genannt.

## Lage
Deneuille-les-Mines liegt in der Landschaft Bocage Bourbonnais, rund 13 Kilometer ostnordöstlich von Montluçon am Fluss Œil. Nachbargemeinden von Deneuille-les-Mines sind Bizeneuille im Westen und Norden, Sauvagny im Nordwesten und Norden, Villefranche-d’Allier im Osten, Doyet im Süden sowie Saint-Angel im Südwesten und Westen. Durch den Westen der Gemeinde Deneuille-les-Mines führt die Autoroute A71.

## Bevölkerungsentwicklung
| Jahr                       | 1962 | 1968 | 1975 | 1982 | 1990 | 1999 | 2006 | 2013 | 2022 |
| -------------------------- | ---- | ---- | ---- | ---- | ---- | ---- | ---- | ---- | ---- |
| Einwohner                  | 478  | 423  | 354  | 347  | 338  | 351  | 342  | 356  | 352  |
| Quellen: Cassini und INSEE |      |      |      |      |      |      |      |      |      |

## Sehenswürdigkeiten
- Kirche Saint-Martial aus dem 12. Jahrhundert
- Schloss La Barre

Siehe auch: Liste der Monuments historiques in Deneuille-les-Mines

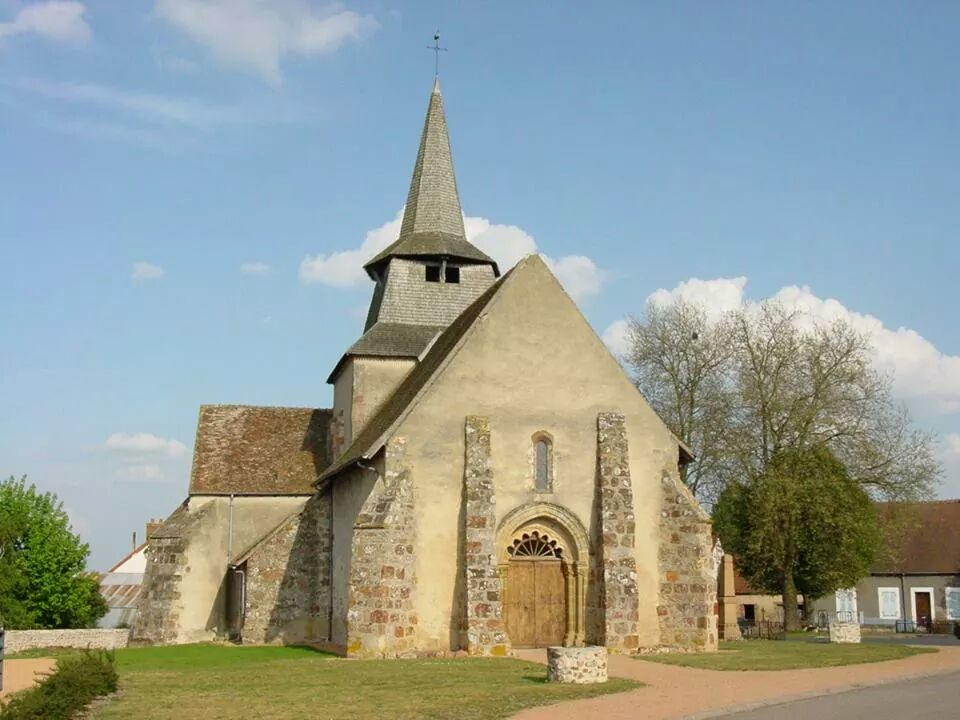
Kirche Saint-Martial